# Lycaena pang
Lycaena pang is een vlinder uit de familie van de Lycaenidae. De wetenschappelijke naam van de soort is voor het eerst geldig gepubliceerd in 1886 door Charles Oberthür. De soort komt voor in Tibet en het westen van China.